# Carl Skottsberg
Carl Johan Fredrik Skottsberg (Karlshamn, 1 december 1880– Göteborg, 14 juni 1963) was een Zweedse botanicus en onderzoeker van Antarctica.

## Professioneel leven
Skottsberg begon zijn academische leven met zijn studie aan de Universiteit van Uppsala ('Uppsala universitet') in 1898, waar hij in 1907 zijn doctoraat haalde en in dienst trad als lector. Hij nam deel in de Zweedse expeditie op Antarctica van 1901 tot 1904 en stond aan het hoofd van de Zweedse Magelhaense expeditie naar Patagonië en de Falklandeilanden (1907-1909). In 1917 leidt hij een expeditie naar onder meer Rapa Nui. Tijdens zijn leven bezocht Skottsberg ieder continent minimaal één keer en verschillende daarvan meermaals.
Skottsberg was van 1909 tot 1914 conservator van de botanische tuin van de Universiteit van Uppsala, maar stond vanaf 1915 aan het hoofd van de werkzaamheden aan de Göteborgs botaniska trädgård, de nieuwe botanische tuin van Göteborg. Daar werd hij directeur in 1919 en hoogleraar in 1931.
In de daaropvolgende jaren doet Skottberg nog wel meer dan eens Hawaï aan (1922, 1926, 1938 en 1948).

## Erkenning
Skottsberg was onder meer lid van de Kungliga Vetenskapsakademien ("Zweedse academie van wetenschappen") en werd verkozen tot Fellow of the Royal Society in 1950. In 1958 kreeg hij de Darwin-Wallace Medal en in 1959 kreeg hij de Linnean Medal van de Linnean Society of London.
Hij publiceerde meer dan 250 botanische namen, waaronder Sophora toromiro.